# Lunka Zoltán
Lunka Zoltán (Nyárádszereda, 1970. május 22. –)  Romániában született német állampolgárságú félig magyar, félig szász származású  ökölvívó.
Román színekben ezüstérmes lett a junior Európa-bajnokságon és kétszer megnyerte a felnőtt román bajnokságot. 1989-ben előbb Magyarországra, majd Németországba költözött, nemzetközi sikereit német színekben szerezte.

## Amatőr eredményei
- 1988-ban ezüstérmes a junior Európa-bajnokságon.
- 1995-ben világbajnok légsúlyban.
- 1996-ban bronzérmes az olimpián légsúlyban.

## Profi karrierje
1996-ban a hamburgi Univerzumnál kezdte profi pályafutását, kiemelkedő eredményeket nem ért el. Egyszer mérkőzött világbajnoki címért, 2001. március 24-én a WBO légsúlyú bajnok mexikói Fernando Montiel ellen maradt alul. 23 mérkőzéséből 21-et megnyert, kettőt vesztett el.